# Condado de Alleghany (Carolina del Norte)
El condado de Alleghany (en inglés: Alleghany County, North Carolina), fundado en 1859, es uno de los 100 condados del estado estadounidense de Carolina del Norte. En el año 2000 tenía una población de 10 667 habitantes con una densidad poblacional de 18 personas por km². La sede del condado es Sparta.

## Historia
El condado fue formado en 1859 de la parte oriental de condado de Ashe y nombrado por las Montañas Allegheny. Numerosos ajustes directos han sido realizados desde su creación, pero ninguno ha resultado en nuevos condados.

## Geografía
Según la Oficina del Censo, el condado tiene un área total de 611 km² (235,9 mi²), de la cual 609 km² (235,1 mi²) es tierra y 13 km² (5 mi²) es agua.

### Municipios
El condado se divide en siete municipios: Municipio de Cherry Lane, Municipio de Cranberry, Municipio de Gap Civil, Municipio de Glade Creek, Municipio de Piney Creek, Municipio de Prathers Creek y Municipio de Whitehead.

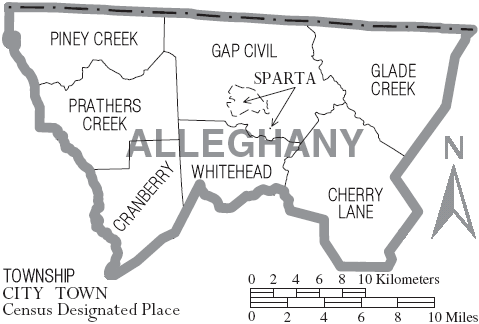
Mapa del Condado de Alleghany en Carolina del Norte con sus municipios

### Condados adyacentes
- Condado de Grayson - norte
- Condado de Surry - este
- Condado de Wilkes - sur
- Condado de Ashe - oeste

### Área Nacional protegidas
- Ridge Parkway Azul (parte)

## Demografía
En el 2000 la renta per cápita promedia del condado era de $29 244, y el ingreso promedio para una familia era de $38 473. El ingreso per cápita para el condado era de $17 691. En 2000 los hombres tenían un ingreso per cápita de $25 462 contra $18 851 para las mujeres. Alrededor del 17,20% de la población estaba bajo el umbral de pobreza nacional.

## Principales carreteras
- U.S. Highway 21
- U.S. Highway 221
- Carretera de Carolina del Norte 18
- Carretera de Carolina del Norte 88
- Carretera de Carolina del Norte 93
- Carretera de Carolina del Norte 113

## Lugares

### Ciudades
- Sparta